# Turnir gradova
Turnir gradova (rus. Турнир Городов) je međunarodno matematičko natjecanje za srednjoškolce. 
Po sustavu natjecanja i tipu postavljenih zadataka razlikuje se od većine matematičkih natjecanja. Na početku održavanja, 1979. godine, na Turniru su sudjelovala tri grada. Otada je postajao sve popularniji pa danas Turnir gradova broji više od 100 gradova sudionika.

## Povijest Turnira gradova
Turnir gradova nastao je 1979. godine u SSSR-u. U to vrijeme sustav matematičkog natjecanja bio je takav da su matematičari iz najvećih republika (kao što su na primjer Rusija i Ukrajina) bili u lošijem položaju (naime, nije se išlo za tim da na završnom natjecanju sudjeluju najbolji matematičari, nego da sudjeluje predstavnik svake republike). Zato je skupina matematičara na čelu s Nikolajem Konstantinovim odlučila pokrenuti novo natjecanje čiji bi sustav bio primjereniji matematičkom natjecanju. 
Uz to, nije im se dopadao elitistički sustav Međunarodne matematičke olimpijade (IMO) pa je novo natjecanje otpočetka bilo otvoren za sve koji su se željeli natjecati. Prvo natjecanje održano je pod imenom Olimpijada triju gradova (sudjelovali su srednjoškolci iz Moskve, Lenjingrada i Rige). Popularnost natjecanja je brzo rasla pa je Turnir gradova dobio svoje sadašnje ime.
U početku je bio samo neslužbeno natjecanje, ali 1984. postaje natjecanje Sovjetske akademije znanosti. Tada sudionici postaju i gradovi iz drugih zemalja, najprije iz istočnog bloka, a 1988. priključuje se i Canberra, prvi grad sa Zapada i engleskog govornog područja.
Danas na Turniru sudjeluje više od 100.000 učenika iz 120 gradova i tridesetak zemalja, a jezici Turnira su engleski i ruski. 
Od 2005. godine održava se i Turnir gradova u Zagrebu.

## Sustav natjecanja
Turnir gradova održava su u dva kruga, jesenskom i proljetnom. Svaki krug sastoji se od dva dana natjecanja, tzv. pripremni i glavni dio. Grad može sudjelovati na jednom ili oba dijela. 
Učenici natjecatelji se dijele u dvije kategorije; 
- juniori (1. i 2. razred) i
- seniori (3. i 4.) razred.

Učenik može odabrati na koliko dana natjecanja će sudjelovati i svejedno ostvariti dobar rezultat. Naime, kao rezultat učenika uzima se rezultat njegovog najboljeg dana. Obično pripremni dio sadrži pet zadataka, a glavni sedam. Kao rezultat jednog dijela uzima se zbroj bodova triju najbolje riješenih zadataka.
Na kraju natjecanja, najboljima se dodjeljuju diplome pobjednika Turnira, a najbolji od najboljih pozivaju se na Ljetnu konferenciju Turnira gradova.
Zadatke smišlja Centralni organizacijski odbor Turnira i šalje lokalnim organizatorima na engleskom i ruskom. Nakon što je natjecanje održano i rješenja ispravljena, radovi najboljih učenika šalju se u Moskvu na prevrednovanje (time se osigurava ujednačen kriterij).

## Zadatci
Jedan od razloga velike popularnosti Turnira su zadatci. Najčešće su iz područja kombinatorike ili geometrije. Pritom, za njihovo rješavanje nije potrebno poznavanje mnogo matematičke teorije. Na taj način su rješenja zadataka razumljiva mnogima, ali riješiti zadatak s Turnira je pravi izazov. Oni su nerijetko na razini najtežih zadataka s IMO-a. 
Dajemo primjer jednog zadatka s Turnira:
3. zadatak za juniore, pripremni dio proljetnog kruga 2011. godine
Duljina odraslog crva je 1 metar. Ako je crv odrastao, moguće ga je prerezati na dva dijela (bilo kojeg omjera duljina). Tako od jednog nastaju dva crva koji odmah počinju rasti brzinom od jednog metra po satu. Kada crv naraste do 1 metra duljine, prestaje rasti (i smatra se odraslim). Je li moguće od jednog odraslog crva dobiti 10 njih u manje od sat vremena?

Ostale zadatke (na engleskom jeziku) možete pronaći na stranici Turnira gradova u Torontu (Zadatci)

## Poveznice
- Službena stranica Turnira gradova
- Stranica udruge MNM, organizatora Turnira gradova u Zagrebu
- Stranica Turnira gradova u Torontu
- Stranica australskog matematičkog društva koje organizira TG  Arhivirana inačica izvorne stranice od 23. prosinca 2008. (Wayback Machine)
- 27. turnir gradova - jesenski krug, izvještaj o turniru u Zagrebu 2005.